# Trzecia partia
Trzecia partia – w systemie dwupartyjnym partia, która staje się trzecią siłą polityczną pod względem poparcia.
Najczęściej „trzecie partie” odgrywały rolę inicjatora ruchów społecznych zdolnych do wywierania presji na dwie partie mające największe poparcie. Bywały od nich bardziej radykalne, zmuszały obie partie do rewizji programów i przejmowania przez nie swoich postulatów.

## Stany Zjednoczone
Do najbardziej znanych „trzecich partii” można zaliczyć: antymasońską „Anti-Masonic Party” (pierwsza, gł. lata trzydzieste XIX wieku), Partię Farmersko-Robotniczą (ang. „Farmer–Labor Party”), Populistyczną (równie znaną jako „Ludowa”, schyłek XIX w.), Prohibicyjną, Partię Postępową (ang. „Progressive Party” zwolenników Th. Roosevelta).

## Polska
W Polsce po wyborach 2005 roku system partyjny zaczął przybierać cechy ograniczonego systemu dwublokowego – po jednej stronie znajdowało się konserwatywno-socjalne Prawo i Sprawiedliwość, a po drugiej liberalno-centrowa Platforma Obywatelska. „Trzecie partie” pełniły przede wszystkim funkcję języczka u wagi w Sejmie i często wchodziły w koalicje rządowe.

### Okres 2005–2015
- Polskie Stronnictwo Ludowe – współtworzyło rząd z PO w latach 2007–2015; mimo poparcia na poziomie 6–9 % pełniło kluczową rolę w utrzymaniu większości parlamentarnej[3].
- Sojusz Lewicy Demokratycznej – po utracie statusu partii rządzącej w 2005 r. stał się trzecią siłą z poparciem 10–13 % i wpływał na debatę o świeckości państwa oraz polityce socjalnej.

### Po 2015
- Kukiz’15 – antysystemowy ruch zdobył 8,8 % głosów w 2015 r.; jego postulaty referendalne skłoniły PiS do prac nad ustawą o referendum ludowym.
- Konfederacja Wolność i Niepodległość – od 2019 r. stała się trzecią co do wielkości siłą opozycyjną, wymuszając przesunięcie debaty gospodarczej w kierunku obniżki podatków.
- Polska 2050 – w sondażach z lat 2021–2023 stabilnie notowała poparcie 10–12 %, co zmusiło PO do przyjęcia bardziej zielonej i proeuropejskiej agendy.

W przypadku Polski „trzecie partie” rzadko przekraczały próg 15 % poparcia, ale dzięki rozdrobnieniu sceny politycznej i ordynacji proporcjonalnej często decydowały o kształcie rządów.